# Unió del Poble Gallec
La Unió del Poble Gallec (UPG) (en gallec: Unión do Povo Galego, UPG) és un partit polític nacionalista i comunista gallec. Ha impulsat la creació de fronts nacionalistes com l'Asemblea Nacional-Popular Galega i el Bloc Nacionalista Gallec (BNG). Des de 1982 és un dels partits integrants d'aquesta coalició. El portaveu del BNG en el Congrés dels Diputats, Francisco Rodríguez Sánchez, és membre del partit. Publica la revista Terra e Tempo i el seu President és Bautista Goyel Álvarez Domínguez.

## Història

### Fundació i primers anys
Un primer antecedent fou el novembre de 1963 Xosé Luís Méndez Ferrín, Bautista Álvarez, i d'altres membres del grup galleguista Brais Pinto de Madrid, van fundar la Unió del Poble Gallec com a partit marxista i nacionalista que formà part del Consello da Mocedade en la qual s'acaba diluint, però de la qual serien finalment expulsats pel sector afí als plantejaments de Ramón Piñeiro.
Finalment el partit fou fundat el 25 de juliol del 1964 en una reunió al Cafè de la Rocha (Santiago de Compostel·la), encapçalat per Xosé Lois Méndez Ferrín, Celso Emilio Ferreiro, Uxío Novoneyra, i d'altres militants. Adoptaran el marxisme-leninisme de tendència anticolonialista. Durant els primers anys, fruit de la clandestinitat, es van limitar a editar el document Constitución da UPG on es definia amb vocació frontista i a favor d'una Galícia lliure dins una unió federativa peninsular, a la publicació de la revista Terra e Tempo, en la qual apareix al primer número l'any 1965 el seu primer ideari, i contactes esporàdics dels seus membres. Alhora, ataca als altres grups galleguistes acusant-los de "folklorisme i de vague regionalisme".
Durant els anys 60 realitza accions amb pintades al carrer, repartiment d'adhesius amb lemes com Llibertat per Galícia i Per una Galícia lliure i socialista, i la convocatòria del Dia de la Pàtria Gallega per primera vegada des de la Guerra Civil. Paral·lelament, la UPG va adquirir influència dins de les associacions culturals que proliferen arreu del país, però la seva militància seria reduïda. En aquests primers anys la UPG comptava amb tres nuclis de militants, el de Vigo en el qual Xosé Luís Méndez Ferrín era la figura principal, el de Madrid en el qual destacava Bautista Álvarez i l'americà amb Luis Soto com la seva figura principal. Des de 1966 també hi treballa un grup d'estudiants de la Universitat de Santiago de Compostel·la.

### Expansió
No va ser fins a la formació d'ERGA (Estudiants Revolucionaris Gallecs) per Manuel Mera l'any 1972, quan la UPG va començar a augmentar la seva base social, a la qual va seguir a la primavera de 1973 la formació del Front Obrer de la UPG liderat per Moncho Reboiras i l'any següent el sindicat agrari Comisións Labregas. El 1975 el front obrer es consitueix en el Sindicato Obreiro Galego, un dels antecedents de l'actual Confederació Intersindical Gallega.
En la fase final del franquisme hi havia veus dins del partit defensant la necessitat d'una fase armada en el marc de la revolució nacional-popular i amb el suport d'ETA (pm) la UPG va constituir un Front Armat (de no més de 10 persones) amb el qual va fer alguns robatoris, però l'agost de 1975 la policia va matar Moncho Reboiras i va detenir 4 membres del grup armat. La direcció del partit es va traslladar temporalment a Portugal i tot i que encara es van dur a terme alguns actes conjunts amb ETA-pm la UPG va deixar de dur a terme accions armades donant prioritat a l'acció política.
En els anys de la transició la UPG donà suport a l'Asemblea Nacional-Popular Galega que es presenta públicament el gener de 1976 i que tenia l'objectiu de formar un govern gallec provisional després d'assolir el poder. Paral·lelament, també el gener de 1976, per iniciativa de la UPG, es va constituir el Consello de Forzas Políticas Galegas. El novembre, el CFPG va entrar en crisi després de la inclusió del Moviment Comunista, que va negar que els seus afiliats abandonessin CCOO per afiliar-se al Sindicat Obrer Gallec, tal com va demanar la UPG, per la qual cosa aquesta i el PGSD van abandonar el Consell.
Per presentar-se a les primeres eleccions democràtiques, l'any 1977, la UPG va articular un front nacionalista, el BN-PG, que incloïa UPG i AN-PG, encara no legalitzats. L'agost de 1977 la UPG va celebrar el seu primer Congrés. En aquest conclave es van definir els seus estatuts i Elvira Souto va ser escollida secretària general i Bautista Álvarez com a president. El juliol 1978 Pedro Luaces substituí Souto com a secretari general, el mateix mes la UPG va ser legalitzada per l'Estat espanyol.
L'any 1981 el partit visqué diferents crisis internes, expulsant un sector minoritari partidari de la professionalització i major pes de la política institucional, i amb la marxa de Pedro Luaces, d'orientació eurocomunista. La UPG virà a l'esquerra, apropant-se a l'esquerra abertzale, amb relacions amb HB.
L'octubre de 1981 a les eleccions autonòmiques el BNPG en coalició amb el PSG va aconseguir tres escons, els seus diputats es van negar a jurar la Constitució espanyola i a la tercera negativa van ser expulsats del Parlament. La UPG i l'AN-PG començaren un procés de reformulació del Bloc formant un front nacionalista d'esquerra el més ampli possible, amb tendències diverses al seu interior. Els dies 25 i 26 de setembre de 1982 va tenir lloc l'assemblea fundacional del nou front al Frontó Municipal de Riazor a la Corunya, el nom que s'escull per a la nova organització és el Bloc Nacionalista Gallec, agrupant l'AN-PG (que deixarà d'actuar després d'aquesta Assemblea), la UPG, el PSG i altres grups independents.

### Entrada a les institucions
Després d'obtenir un diputat a les eleccions autonòmiques de 1985, Xosé Manuel Beiras, l'any 1986 la UPG i el BNG van acordar participar en les institucions, entrant així Beiras al parlament i prometent la Constitució. El 25 de juliol de 1986 13 membres del comitè central s'escindiren en el Partido Comunista de Liberación Nacional, disconformes amb la decisió del V Congrés de donar suport que el Bloc Nacionalista Gallec participés en les sessions del Parlament de Galícia i participar de forma normalitzada en les institucions.
Des d'aleshores la UPG ha centrat la seva activitat política sobretot en el Bloc Nacionalista Gallec. Tradicionalment s'ha admès que la UPG era el partit majoritari dins del BNG, que en realitat es tracta d'un front de partits. També té la major militància i més disciplinada de la formació, fet pel qual altres sector han acusat a vegades la UPG de dirigisme dins del BNG, monopolitzant les seves decisions polítiques i càrrecs públics.
En els eleccions autonòmiques de 2016, Ana Pontón, militant de la UPG, fou la primera dona candidata del BNG a la Xunta.

## Vegeu més
- Bloc Nacionalista Gallec
- Movemento Galego ao Socialismo
- Frente Popular Galega